# Julia Perez
Yuli Rachmawati (Yakarta, 15 de julio de 1980-ibídem, 10 de junio de 2017), conocida artísticamente como Julia Perez o Jupe, fue una actriz, cantante, modelo y presentadora en radio y televisión indonesia. Tenía ascendencia sondanesa y betawi.
Residió en París, Francia, donde conoció al modelo Damien Pérez, quien más tarde se convirtió en su esposo, abrió su oportunidad de incursionar en el modelaje en el concurso de belleza FHM, donde fue nominada una de las mejores 100 chicas más sexis.
En su primera incursión en la música, lanzó en 2008 el álbum Kamasutra, el cual incluía condones. Aunque Jupe declaró que la razón de incluir preservativos en cada uno de sus álbumes era para prevenir la propagación del VIH/SIDA y promover el sexo seguro y la planificación familiar, pero muchas partes consideraron que sus acciones eran una forma de incentivar actos inmorales y de apoyo para una cultura sexual libre.
En 2013, fue nombrada embajadora de la Semana Nacional del Condón de Indonesia, un evento destinado a crear conciencia sobre la prevención del VIH/SIDA. El evento fue cancelado luego de que grupos islámicos conservadores afirmaron que promovía la promiscuidad.
Convivió tres años de matrimonio con el futbolista argentino Gastón Castaño, entre el 2013 y 2016.
El 10 de junio de 2017 fallece a causa del Cáncer de cuello uterino en etapa 4.

## Discografía

### Álbumes
- Kamasutra (2008)
- Aku Rapopo (2014)
- Dangdut Galau 2016 (2016)
- The Best of Julia Perez (2016)

### Sencillos
- Jupe Paling Suka (2011)
- Siti Nurbaya (2012)
- Aku Rapopo (2014)
- Merana (2014)
- Boleh (2014)
- Udah Gak Tahan (2015)
- Teu Kunanaon (Aku Rapopo Sunda Version) (2015)
- Belah Duren (con nuevos arreglos) (2015)
- My Lonely (2015)
- Aku Mah Gitu Orangnya (2015)
- Gak Jaman (2016)
- Ku Dapat Dari Emak (2016)

## Cinematografía

### Telenovelas
- Cinta Lokasi (2002)
- Lepas Malam (2002)
- Maafkan Aku (2002)
- Rahasia Ilahi (2002)
- Penjaga Pantai (2003)
- Komedi Nakal (2002)
- Hidayah (2005–2006)
- Iman (2006)
- Mimpi Manis (2006–2007)
- Duyung Kembar Ketemu Tuyul (2007)
- Perempuan Teraniaya (2007)
- Do'a (2008)
- Superboy (2010)
- Supergirl (2011)
- Memori Cinta (2011)

### Películas
- Nagabonar Jadi 2 (2007)
- Coklat Stroberi (2007)
- Beranak Dalam Kubur (2007)
- Susahnya Jadi Perawan (2008)
- Basahhh... (2008)
- The Shaman (2008)
- Hantu Jamu Gendong (2009)
- Sumpah, (Ini) Pocong! (2009)
- Kuntilanak Kamar Mayat (2009)
- Bukan Cinta Biasa (2009)
- Mau Dong Ah (2009)
- Jeritan Kuntilanak (2009)
- Suami Suami Takut Istri (2009)
- Sst...Jadikan Aku Simpanan (2010)
- Te(Rekam) (2010)
- Istri Bo'ongan (2010)
- Arwah Goyang Jupe-Depe (2011)
- Kuntilanak Kesurupan (2011)
- Pocong Minta Kawin (2011)
- Rumah Bekas Kuburan (2012)
- Bangkit dari Kubur (2012)
- Kutukan Arwah Santet (2012)
- Gending Sriwijaya (2013)
- Perawan Seberang (2013)
- 3 Cewek Petualang (2013)
- Caleg By Accident (2014)
- Main Dukun (2014)
- Merry Riana: Mimpi Sejuta Dolar (2014)